# HD 138498
HD 138498，又名CP-65 3100，SAO 253222、HR 5766，是一颗恒星，视星等为6.51，位于銀經318.88，銀緯-7.98，其B1900.0坐标为赤經15h 27m 18s，赤緯-65° -7.98′ 34″。